# پیتر نیکولای آربو
پیتر نیکولای آربو (انگلیسی: Peter Nicolai Arbo؛ زاده ۱۸ ژوئن ۱۸۳۱ درگذشته ۱۴ اکتبر ۱۸۹۲) یک نقاش اهل نروژ بود که در تمثیل وقایع، پرتره از تاریخ نروژ و اسطوره‌شناسی اسکاندیناوی تخصص داشت.

## نگارخانه

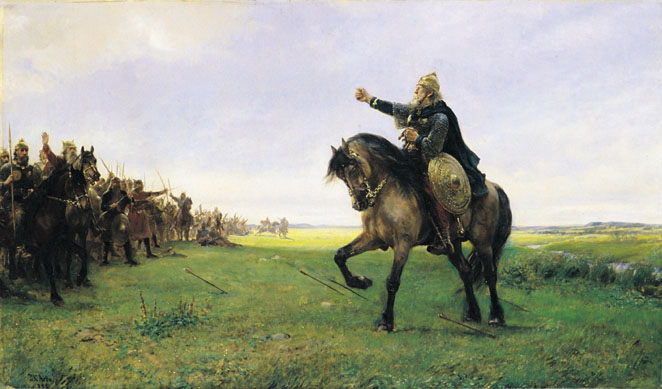
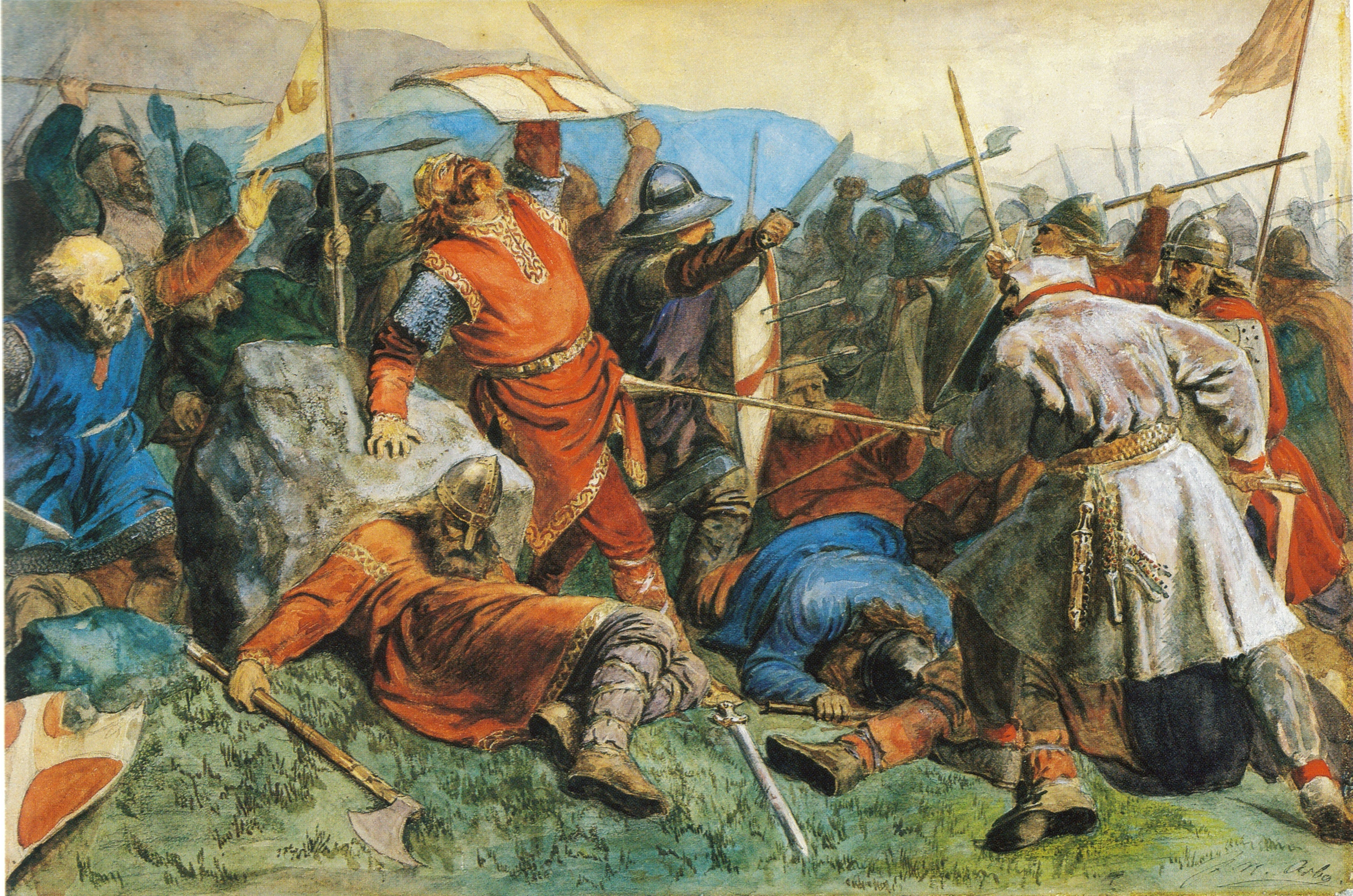
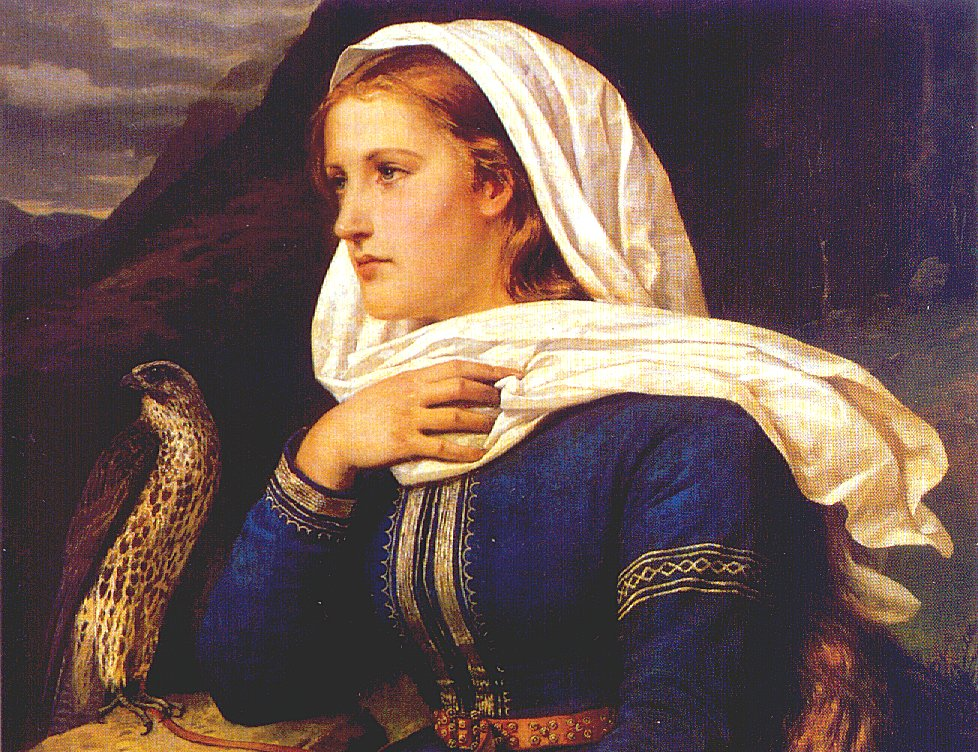
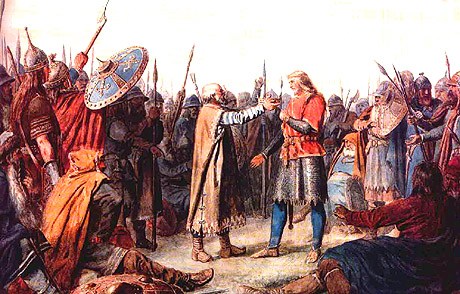
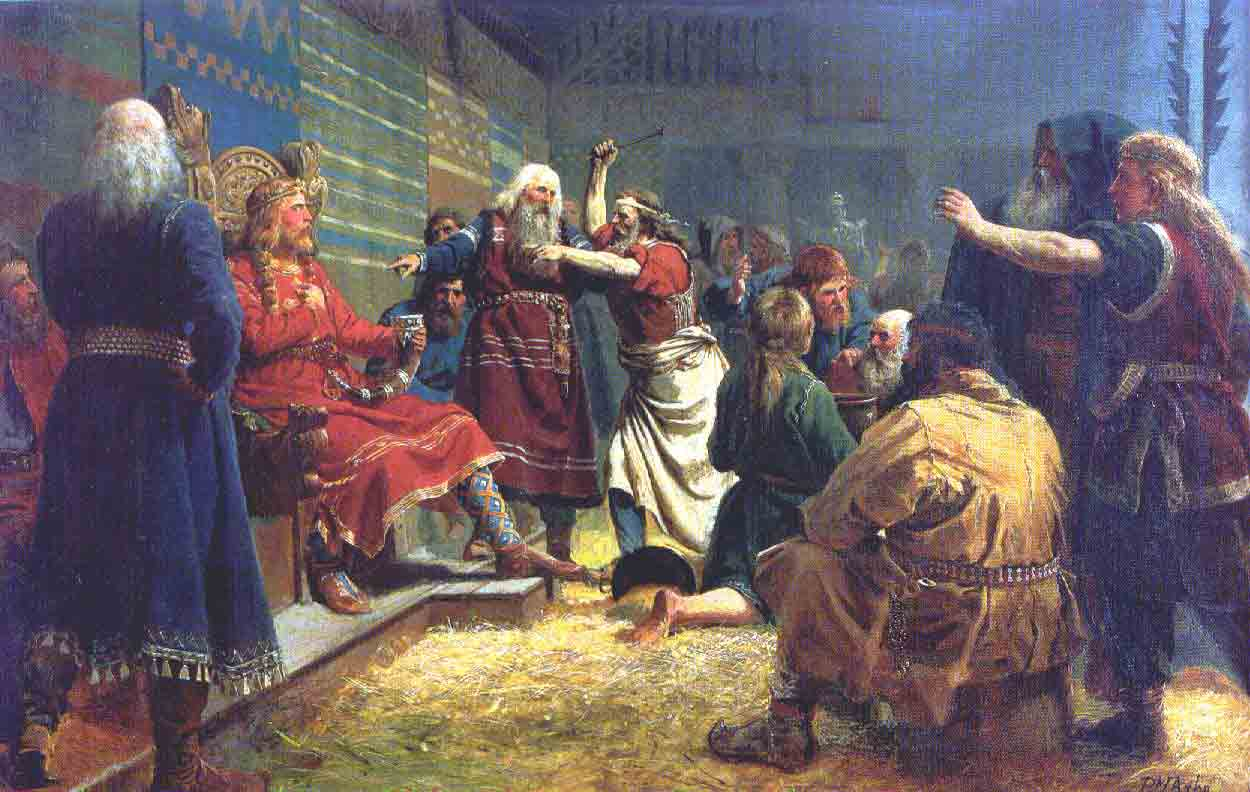
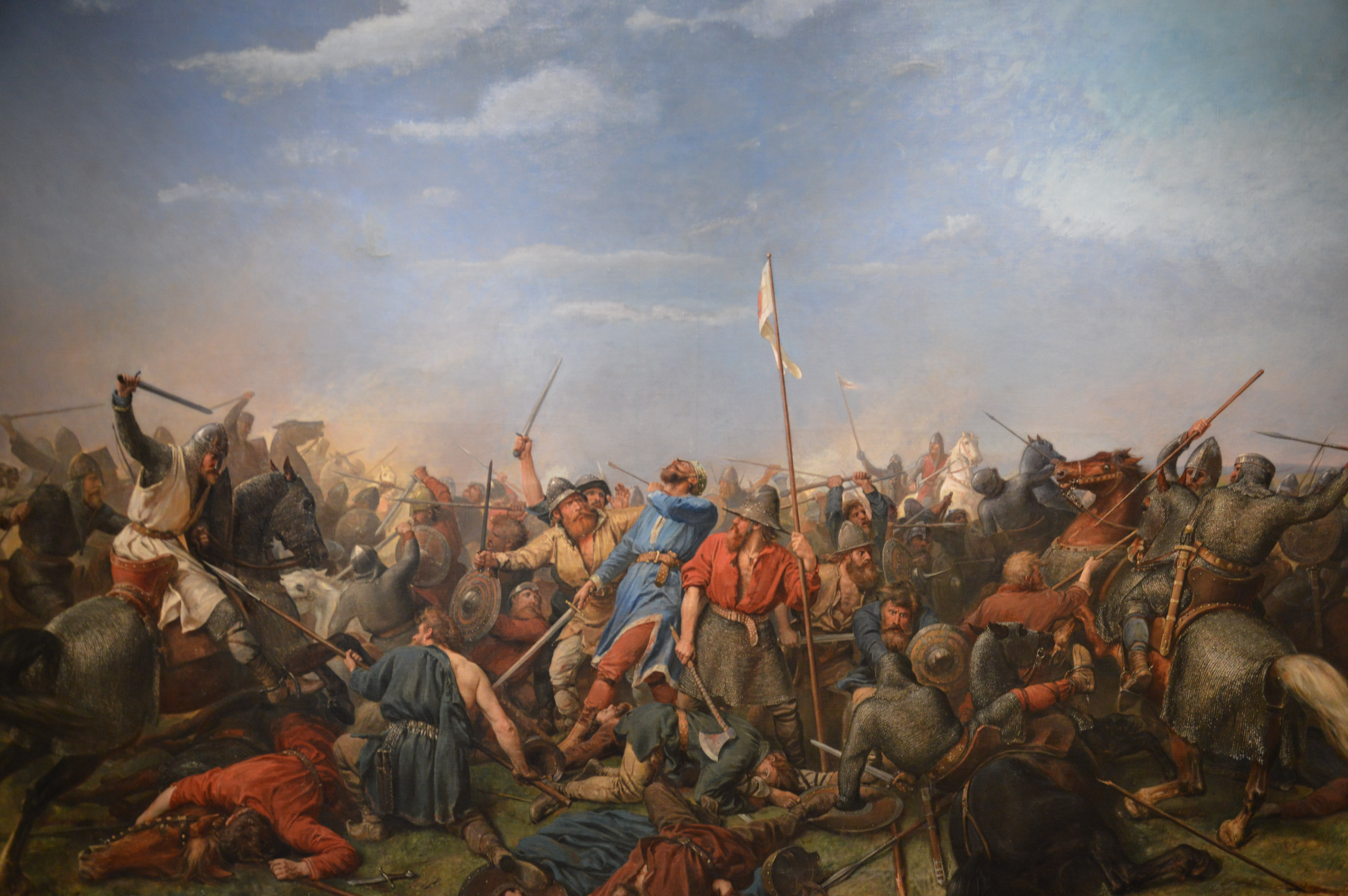
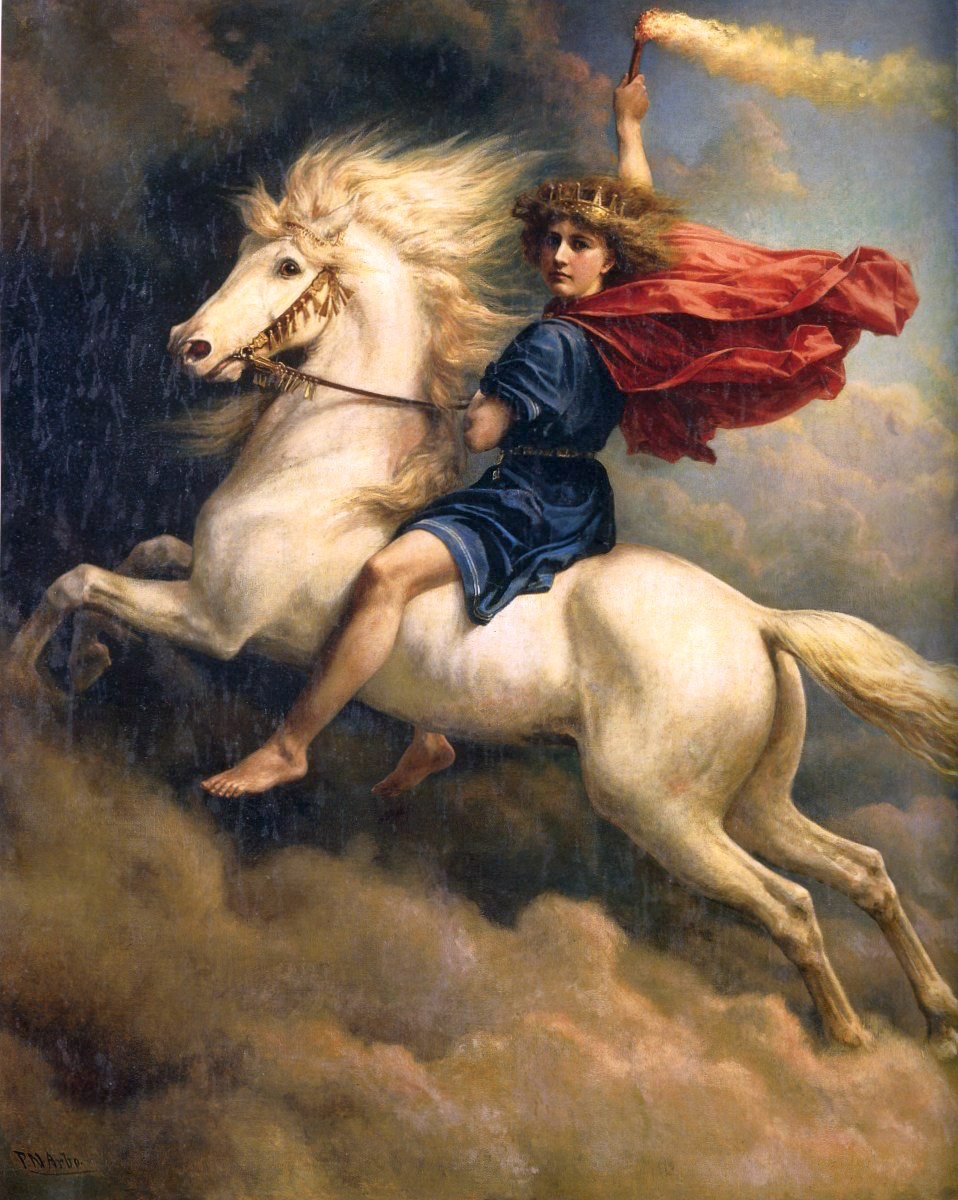
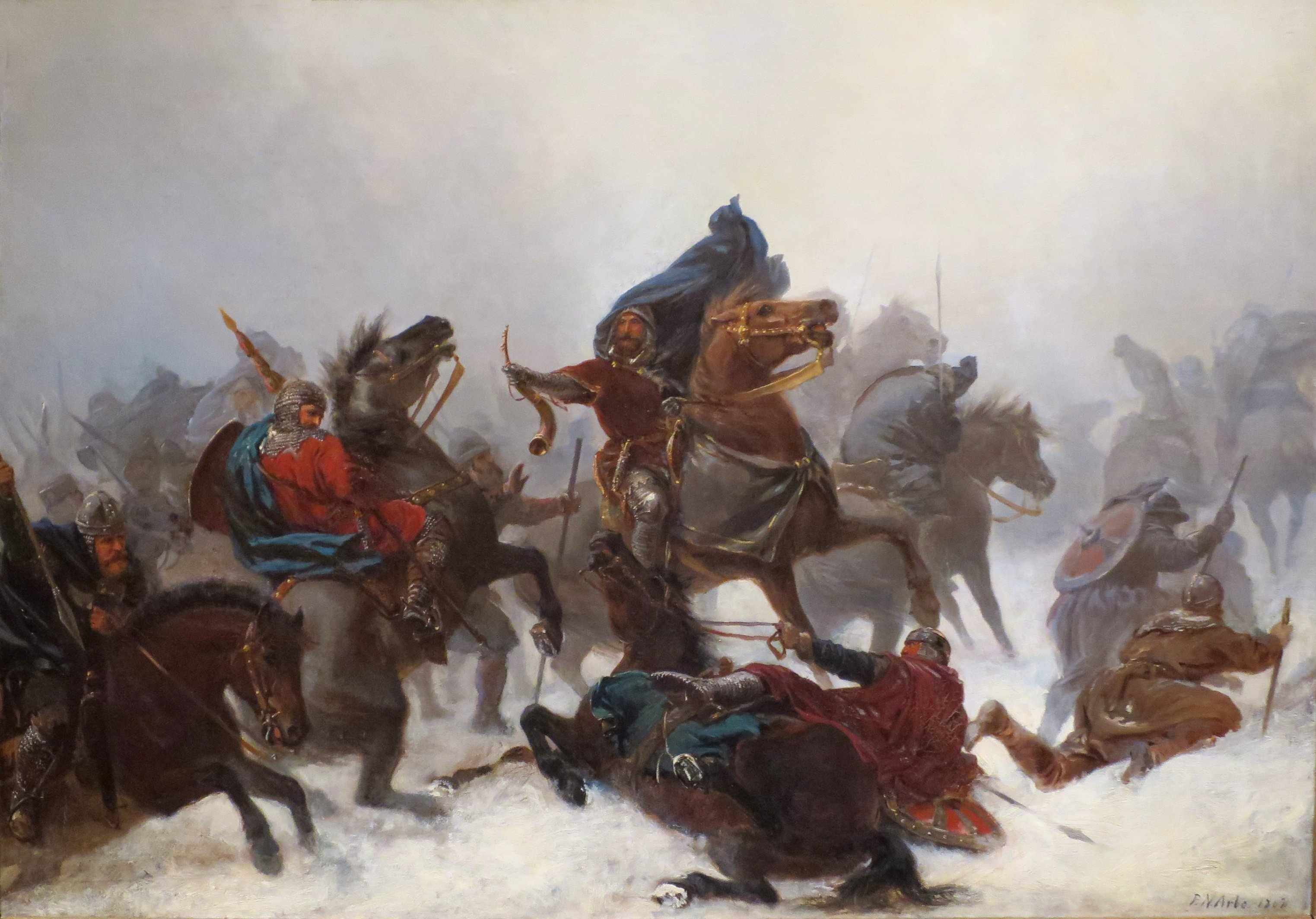